# Edmund Twórz
Edmund Franciszek Twórz (ur. 12 lutego 1914 w miejscowości Śmigiel, zm. 29 września 1987 w Gdańsku) – polski piłkarz, obrońca. Członek kadry na MŚ 1938. Absolwent SGGW (1952).

## Kariera piłkarska
W reprezentacji Polski debiutował 12 września 1937 roku w meczu z Bułgarią. Został powołany do kadry na MŚ 1938, jednak nie znalazł się wśród piętnastu zawodników zabranych przez selekcjonera Kałużę do Francji. Był wówczas zawodnikiem Warty Poznań. Do 1939 roku w reprezentacji Polski rozegrał 6 spotkań. Podczas rozgrywanego 4 czerwca 1939 r. meczu ze Szwajcarią Edmund Twórz zagrał jedynie 7 minut - złamał nogę, co w praktyce zakończyło jego karierę piłkarską. Po zakończeniu wojny przeprowadził się do Sopotu, gdzie w latach 1950-56 występował w lokalnych klubach Ogniwo i Sparta.

### Mecze w reprezentacji Polski w kadrze A
| L.p. | Data                 | Miejsce          | Miejsce  | Gospodarz | Wynik | Gość       | Mecz       | Źródło |
| L.p. | Data                 | Stadion          | Miasto   | Gospodarz | Wynik | Gość       | Mecz       | Źródło |
| ---- | -------------------- | ---------------- | -------- | --------- | ----- | ---------- | ---------- | ------ |
| 1.   | 12 września 1937     | Junak            | Sofia    | Bułgaria  | 3:3   | Polska     | towarzyski | [ 2 ]  |
| 2.   | 10 października 1937 | Pogoni Katowice  | Katowice | Polska    | 2:1   | Łotwa      | towarzyski | [ 3 ]  |
| 3.   | 25 września 1938     | ASK              | Ryga     | Łotwa     | 2:1   | Polska     | towarzyski | [ 4 ]  |
| 4.   | 22 stycznia 1939     | Parc des Princes | Paryż    | Francja   | 4:0   | Polska     | towarzyski | [ 5 ]  |
| 5.   | 27 maja 1939         | ŁKS              | Łódź     | Polska    | 3:3   | Belgia     | towarzyski | [ 6 ]  |
| 6.   | 4 czerwca 1939       | Wojska Polskiego | Warszawa | Polska    | 1:1   | Szwajcaria | towarzyski | [ 7 ]  |